# Merry Christmas (原田真二のアルバム)
『Merry Christmas 』 （メリー・クリスマス）は、1981年12月21日にリリースされた、原田真二初のクリスマス・ミニアルバムであり、通算5作目のスタジオ・アルバムである。

## 解説
- 原田真二ソロ名義によるクリスマス企画、4曲入り45回転のミニアルバム。
- ジャケット＆歌詞カードは彼が扮するサンタクロース。この歌詞カードは、ハサミでカットすれば4種のクリスマスカードになる。
- 裏ジャケにはCRISIS GIFT SHOPの伝票とスタンプ。1981年冬、真二サンタから突然届けられたクリスマス・プレゼント。それが「メリークリスマス」。
- 録音はクライシスのメンバーもサポートしているが、ギター・ピアノ・シンセ・ベース・打楽器・アカペラ多重録音をこなすなど、マルチぶりを発揮している。
- 内容は2曲がオリジナル。2曲がクリスマス・スタンダードの、デビュー以来初となるカバー曲である。「Jingle Bells」のタイトルの冒頭にはNewが追加され、ビッグバンドによるジャズにテクノを融合したようなアレンジスタイルを取った。「White Christmas」では初めてひとりアカペラによる多重録音に挑戦。
- オリジナルのバラード「I wanted to stay in love with you」は、フォーライフ・オーディションに送ったデモテープ、3曲の内の一つを商品化したもの。発売されたのはこの曲のみ。「パニック」というタイトルのものも存在した。
- 発売直後の12月25日に中野サンプラザで、CRISISの他ストリングス & ビッグ・バンドを配してのクリスマスライブを行い、同時にアメリカへの音楽留学による充電（約1年弱に及ぶ）をステージ上から発表した。

## 収録曲

### Side 1
1. New Jingle Bells（4:44）　 
  - 作詞： Trad.／作曲： J.S. Pierpont／編曲： 原田真二
2. I wanted to stay in love with you（5:03） 
  - 作詞・作曲・編曲： 原田真二

### Side 2
1. X'mas Party（4:14） 
  - 作詞・作曲・編曲： 原田真二
2. White Christmas（3:31）　※アカペラ 
  - 作詞・作曲： Berilin lrving／編曲： 原田真二

## Musicians
- SHINJI HARADA ： Guitar ・ Piano ・ OBX ・ Moog ・ Bass ・ Marimba ・ Vocal ・ Background Vocal
- SEETAKA ： Dram ・ Syn．Dram ・ Pr．
- MASAO SEKI ： Bass
- SATOSHI NAKAMURA ： Sax／JAKE．H．CONSEPTION ： Sax ・ Clarinet ・ Ft／KENJI NAKAZAWA ： Trumpet／MICHIO KAGIWADA ： Trombone
- TOMATO　（14人） ： Strings

## リマスタリング再発CD
- 原田真二&クライシス ポリドール・イヤーズ完全盤　SHINJI & CRISIS POLYDOR YEARS COMPLETE （2007年10月24日） 三枚組　UNIVERSAL
収録 DISC1：アルバム『HUMAN CRISIS』／DISC2：アルバム『ENTRANC∃』／DISC3：シングル集＆アルバム『Merry Christmas』